# Бездельник (телесериал)
«Безде́льник» (англ. Deadbeat) — американская сверхъестественная комедия, созданная Коди Хеллер и Бреттом Коннером. Премьера шоу, рассказывающего о жизни медиума Кевина Пакалиоглу, роль которого исполнил Тайлер Лэбин, состоялась 9 апреля 2014 года на Hulu. 30 апреля 2014 года шоу было продлено на второй сезон из 13-ти эпизодов. 26 мая 2015 года Hulu продлил сериал на третий сезон также из 13-ти эпизодов.
5 июня 2016 года телесериал был закрыт после трёх сезонов.

## Сюжет
Кевин Пакалиоглу (Тайлер Лэбин) — ленивый бездельник и медиум по найму, который с помощью своего лучшего друга и наркодилера Руфи (Брэндон Т. Джексон) пытается решить различные незавершённые дела призраков, чтобы они могли упокоиться с миром.

## В ролях
| Актёр              | Персонаж               | Сезоны       | Сезоны    | Сезоны    |
| Актёр              | Персонаж               | 1            | 2         | 3         |
| ------------------ | ---------------------- | ------------ | --------- | --------- |
| Тайлер Лэбин       | Кевин (Пак) Пакалиоглу | Постоянно    | Постоянно | Постоянно |
| Брэндон Т. Джексон | Руфус (Руфи) Джонс     | Постоянно    | Постоянно |           |
| Кэт Дили           | Камомиль Уайт          | Постоянно    | Постоянно |           |
| Люси Де Вито       | Сью Табернакль         | Периодически | Постоянно |           |
| Кэл Пенн           | Клайд                  |              |           | Постоянно |
| Курт Браунохлер    | Дэнни Покер            |              |           | Постоянно |

## Эпизоды
| Сезон | Сезон | Эпизоды | Дата релиза    |
| ----- | ----- | ------- | -------------- |
|       | 1     | 10      | 9 апреля 2014  |
|       | 2     | 13      | 20 апреля 2015 |
|       | 3     | 13      | 20 апреля 2016 |

## Отзывы критиков
На Rotten Tomatoes шоу держит 92% „свежести“ на основе 17-ти отзывов критиков.